# 糸姫
糸姫（いとひめ、元亀2年（1571年） - 正保2年6月20日（1645年8月11日））は、安土桃山時代から江戸時代前期にかけての女性。蜂須賀正勝の娘。福岡藩初代藩主・黒田長政の正室で、一女をもうけたが、離縁された。この離縁により、黒田、蜂須賀両家は127年間にわたり不仲となり、享保12年（1727年）に和解した。

## 生涯
元亀2年（1571年）、羽柴秀吉（豊臣秀吉）の家老・蜂須賀正勝（小六、彦右衛門）の次女として生まれた。母は正勝の側室の白雲院（鳥井越中守の娘）。異母兄姉に蜂須賀家政、奈良姫（賀島長昌正室）がいる。
天正12年（1584年）、秀吉は、家臣の中で正勝と双璧であった黒田孝高（官兵衛）の両家を縁組させようとして、糸を自らの養女として孝高の子・長政（吉兵衛）と結婚させた。婚儀の当日、秀吉は自ら新婦・糸の手をとって大広間にお目見えさせて舅・孝高に渡す厚遇をした。新郎の長政はこのとき17歳、新婦の糸は14歳だった。
慶長2年（1597年）、長政と糸の間に一女・菊が生まれた。菊は長じて黒田家家臣の井上之房の子・井上庸名（淡路守）に嫁いだ。
ところが、慶長5年（1600年）、長政が徳川家康に従って上杉征伐に行く際に糸は急に離縁された。同年5月5日、家康は家臣・保科正直の娘・栄姫を自分の養女にして長政に嫁がせ、継室とさせた。
その後、糸は兄の領国の阿波国に戻り、しばらく徳島城の西の丸で暮らした。
正保2年（1645年）6月20日に死去。享年75。戒名は寶珠院殿桃渓僊公尼大姉、墓所は桃渓山臨江寺。

## 関連作品
- 軍師官兵衛（2014年、演：高畑充希）